# Gato Bambino
El Bambino es una raza de gato que se creó como un cruce entre las razas Sphynx y Munchkin. El gato Bambino tiene patas cortas, orejas grandes y erguidas, y generalmente no tiene pelo. Sin embargo, algunos gatos Bambino tienen pelaje.

## Visión general
La primera camada de gatitos de Bambino se registró en 2005. Fue registrada por TICA en 2005 como una raza experimental, y Experimental Bambino, en 2006. "Bambino" significa "bebé" en italiano, en cuanto a la apariencia de los gatos de hacer que parezca un gatito. 
El Bambino tiene patas cortas que hereda del Munchkin y enormes orejas erguidas. Tiene la vellosidad del Sphynx, con piel de color blanco o rosa. Sin piel para absorber los aceites naturales del gato, el Bambino necesita un baño regular con agua y jabón suave. La piel sin pelo del Bambino significa que el gato es vulnerable al frío, la luz solar intensa y las lesiones cutáneas. 
Actualmente se acepta la inscripción de Bambinos en el Registro de felinos exóticos y raros (REFR). También son reconocidos como una nueva raza experimental por The International Cat Association (TICA) y pueden mostrarse como Sphynx, New Trait.

## Características físicas
La apariencia arrugada y sin pelo, y las patas cortas son las dos características más distintivas de la raza, aunque pueden estar recubiertas; sin embargo, esto se conoce como un "bambino recubierto". Las patas traseras pueden ser ligeramente más largas que las delanteras. El cuerpo es de mediano a largo, con un pecho ancho y un abdomen bien redondeado. La estructura ósea es mediana. La cola con forma de látigo está en buena proporción con el resto del cuerpo. Algunos Bambinos pueden tener una "cola de león", un mechón de pelo en la punta de la cola. La cabeza es una cuña modificada con líneas redondeadas, ligeramente más larga que ancha. Además de en Sphynx, los pómulos y las almohadillas son muy prominentes. Los bigotes son escasos y cortos. El mentón es firme. Los ojos son grandes, redondeados y muy separados. Las orejas grandes están en posición vertical, ni muy bajas ni muy altas. El tamaño del gato y sus cualidades físicas únicas no obstaculizan sus movimientos. El peso es de 5 a 9 libras.

## Pelaje
Aunque algunos Bambinos parecen sin pelo, pueden cubrirse con un pliegue corto y fino. Su piel arrugada se siente como una gamuza al tacto. El aseo regular es necesario para eliminar las secreciones sebáceas de la piel. También se recomiendan baños semanales o quincenales. Cuando comenzó a una edad temprana, los gatos de Bambino lo hacen bien con la hora del baño. Si el aseo y el baño no se realizan de forma regular, el Bambino puede volverse excesivamente sucio, grasoso y pegajoso al tacto y/o desarrollar problemas en la piel. Presentan bajos niveles de desprendimiento de piel. Contrariamente a la creencia popular, los gatos Bambino no son hipoalergénicos. Aunque la mayoría de las personas con alergias pueden tolerar el Bambino porque produce menos caspa que la de otras razas de gatos.

## Genética y salud
Bambino se llama una raza de mutación porque es una raza que requiere mutaciones recesivas para el gen sin pelo y domina las mutaciones para las extremidades enanas. El mejoramiento por mutación puede ser desastroso para la salud del gatito producido, si no lo hace un criador experimentado. 
Por lo general, las camadas de Bambino producen gatitos de patas cortas y largas. Dado que la genética de Bambino es heterocigótica para el gen de la pierna corta. [cita requerida] Las camadas de Bambino no pueden producir gatitos peludos ya que el gen sin pelo es recesivo, por lo que cada bambino tiene dos copias del gen sin pelo.

### Salud
Dado que la raza es nueva, se necesita hacer más investigación para confirmar la presencia o ausencia de posibles problemas de salud genética. Sin embargo, la raza de gatos Munchkin relacionada ha tenido problemas de salud conocidos, siendo el más común un promedio más alto de lordosis (curvatura excesiva de la columna vertebral) y tórax en embudo.